# Leopoldo II de Anhalt-Dessau
Leopoldo II Maximiliano, Príncipe de Anhalt-Dessau (em alemão: Leopold II. Maximilian; Dessau, 25 de dezembro de 1700 — Dessau, 16 de dezembro de 1751) foi um príncipe alemão da Casa de Ascânia e governante do principado de Anhalt-Dessau de 1747 a 1751; foi também um general prussiano.

## Biografia
Leopoldo nasceu em Dessau como segundo filho de Leopoldo I, Príncipe de Anhalt-Dessau, com sua morganática esposa Anna Louise Föhse.
Com apenas nove anos de idade, acompanhou seu pai em suas obrigações militares junto ao exército prussiano. Em 1715, foi nomeado tenente-coronel-em-chefe do Regimento de Infantaria Nº 27 de Stendal. Em 1733, liderou as forças prussianas baseadas na cidade de Mühlhausen na Turíngia durante a Primeira Guerra da Silésia.
A morte em 1737 de seu irmão mais velho, o Príncipe hereditário Guilherme Gustavo, fez de Leopoldo o novo herdeiro de Dessau. O príncipe falecido já era casado e tinha nove filhos, mas sua esposa não tinha nascido em família de nobres, e por esta razão, os filhos desse casamento foram impedidos de sucessão. Após a morte de seu pai em 1747, Leopoldo herdou Anhalt-Dessau.
Leopoldo foi um dos melhores generais subordinados que serviram sob o comando de Frederico, o Grande. Distinguiu-se na tomada de Glogau em 1741 e nas batalhas de Mollwitz, Chotusitz (onde foi promovido a Generalfeldmarschall no campo de batalha), Hohenfriedberg, e Soor.
Leopoldo faleceu em Dessau no dia 16 de dezembro de 1751. No ano seguinte, Frederico, o Grande, nomeou uma vila recém-fundada Leopoldshagen (est. 1748) em sua homenagem.

## Casamento e filhos
Em Bernburg em 25 de maio de 1737 Leopoldo casou com Gisela Inês (Köthen, 21 de setembro de 1722 - Dessau, 20 de abril de 1751), filha de Leopoldo, Príncipe de Anhalt-Köthen. Eles tiveram sete filhos:
1. Leopoldo III Frederico Francisco, Príncipe e (a partir de 1807) Duque de Anhalt-Dessau (Dessau, 10 de agosto de 1740 - Luisium bei Dessau, 9 de agosto de 1817);
2. Luísa Inês Margarida (Dessau, 15 de agosto de 1742 - Dessau, 11 de julho de 1743);
3. Henriqueta Catarina Inês (Dessau, 5 de junho de 1744 - Dessau, 15 de dezembro de 1799), casou em 26 de outubro de 1779 com João Justo, Freiherr von Loen;
4. Maria Leopoldina (Dessau, 18 de novembro de 1746 - Detmold, 15 de abril de 1769), casou em 4 de agosto de 1765 com Simão Augusto, Conde de Lippe-Detmold;
5. João Jorge (Dessau, 28 de janeiro de 1748 - Viena, 1 de abril de 1811);
6. Casimira (Dessau, 19 de janeiro de 1749 - Detmold, 8 de novembro de 1778), casou em 9 de novembro de 1769 com Simão Augusto, Conde de Lippe-Detmold, viúvo de sua irmã;
7. Alberto Frederico (Dessau, 22 de abril de 1750 - Dessau, 31 de outubro de 1811), casou em 25 de outubro de 1774 com Henriqueta de Lippe-Weissenfeld; a união não deixou filhos.

Leopoldo também gerou um filho ilegítimo com Ana Luísa Franke: Gustavo Adolfo de Heideck.